# Abu Abdallah Mohammed II
Abū ʿAbd Allāh Muḥammad II (Arabisch: ﺍﺑﻮ ﻋﺒﺪ الله محمد المتوكل), regeernaam al-Mutawakkil ("de [op God] Vertrouwende"), bijgenaamd al-Maslūkh ("de Gevilde") was van 1574 tot 1576 sultan van het Saadirijk in Marokko. Hij werd afgezet door zijn oom Abu Marwan Abd al-Malik I en overleed op 4 augustus 1578 te Ksar-el-Kebir in de Slag der Drie Koningen, een poging om met Portugese hulp zijn troon te heroveren.

## Leven
Abdallah Mohammed was een zoon van sultan Abdallah al-Ghalib (r. 1557-1574). Kort na diens aantreden waren zijn drie jongere broers gevlucht, onder wie Abd al-Malik en Ahmad al-Mansur. Tegen de dynastieke regels in benoemde de sultan zijn zoon Abdallah Mohammed tot troonopvolger, ten koste van de broers, die in ballingschap leefden in het Ottomaanse Rijk. De kersverse troonopvolger werd belast met verschillende missies, waarvan de belangrijkste erin bestond El Jadida (Mazagão) te heroveren op de Portugezen. Hij sloeg van 4 maart tot 30 april 1562 een beleg, maar moest zich na zware verliezen terugtrekken.
Door het overlijden van zijn vader werd Abdallah Mohammed in 1574 sultan. Zijn oom Abd al-Malik eiste de troon op en viel in februari 1576 Marokko (Al-Magreb al-Aqsa) binnen aan het hoofd van een Ottomaans leger. Het kwam tot een treffen in Al-Rukn bij Fez. Daarin werd Mohammed Abdallah in de steek gelaten door de Morisken onder bevel van Sa'id al-Daghali, die naar de aanvallers overliepen. Hij vluchtte naar Fez en vervolgens naar Marrakesh. Nadat Fez in maart 1576 zonder weerstand in handen van Abd al-Malik was gevallen, werd de slag om Marrakesh voorbereid. De twee legers troffen elkaar in Jandaq al-Rayhan bij Salé. Abdallah Mohammed werd verslagen en vluchtte opnieuw naar Marrakesh. 
Hij werd achtervolgd door Ahmad al-Mansur, de broer van Abd al-Malik, die hem dwong Marrakesh te verlaten en in de bergen te vluchten. Daar slaagde hij erin een klein leger op de been te brengen waarmee hij optrok tegen Marrakesh. Abd al-Malik trok hem tegemoet om hem te onderscheppen, maar Abdallah Mohammed nam een andere route en wist Marrakesh binnen te glippen. De bevolking aanvaardde hem als sultan, maar in de kasba (citadel) boden drieduizend soldaten weerstand onder leiding van Maryam, de zus van Abd al-Malik. Ondertussen sloeg Abd al-Malik het beleg van Marrakesh en kreeg hij versterking van zijn broer Ahmad al-Mansur. Diens komst was het sein voor Abdallah Mohammed om te vluchten naar Souss. Hij werd achtervolgd maar kon via bergwegen Tanger en Peñón de Vélez de la Gomera bereiken. Vandaaruit stak hij over naar Spanje om steun te vragen aan koning Filips II, die echter weinig kon verrichten omdat hij zijn handen vol had met de Tachtigjarige Oorlog. 
Vervolgens wendde Abdallah Mohammed zich tot koning Sebastiaan I van Portugal, bij wie hij wel gehoor vond. Sebastiaan bracht een groot leger op de been en zette het over naar Asilah. Samen met de troepen van Abdallah Mohammed rukte hij op naar het binnenland. Bij Ksar-el-Kebir kwam het tot een grote veldslag waarin de drie vorsten het leven lieten: koning Sebastiaan sneuvelde, Abd al-Malik stierf als gevolg van ziekte en ouderdom, en Abdallah Mohammed verdronk terwijl hij probeerde te ontkomen over een rivier. Het leger van Abd al-Malik had namelijk een eclatante overwinning behaald en de tweede in gezag, zijn broer Ahmad al-Mansur, werd de nieuwe Saadi-sultan. Het lijk van zijn verdronken rivaal liet hij villen en de huid liet hij met lucht vullen tot een pop waarmee hij kon paraderen. Zo kwam Abdallah Mohammed aan zijn postume bijnaam "de Gevilde".

## Familie
Muley Mohammed al-Sheikh (1566-1621), de twaalfjarige zoon van Abdallah Mohammed, wist na de slag te ontkomen naar Portugal en zou zich uiteindelijk als Felipe de África () bekeren tot het katholicisme.

## Voetnoten
1. ↑  Chantal de la Véronne, "Séjour en Andalousie de deux princes Sa'diens après la bataille d'El-Qsar el-Kébir (1589-1595)" in: Revue de l'Occident musulman et de la Méditerranée, 1970, p. 187-194. DOI:10.3406/remmm.1970.1063

- Library of Congress Control Number: n90624273
- Virtual International Authority File: 50842941
- WorldCat: E39PBJxcXH3jcf9XVhq46mpdcP